# Dead Dynasty
Dead Dynasty (укр. Мертва династія) — творче об'єднання, засноване російським репером Pharaoh.

## Історія
Dead Dynasty утворилася 20 грудня 2013 року, коли Гліб Голубін із кількома однодумцями почав випускати свої перші композиції. Після створення Dead Dynasty, у 2014 році до них почали приєднуватись музиканти з інших міст Росії та України. Основний склад розташовувався в Москві.
У 2014 році, Dead Dynasty спільно з іншими об'єднаннями DOPECLVB і Sabbat Cult стали представниками руху YungRussia, який об'єднував представників молодіжної хіп-хоп культури в Росії.
На початку своєї кар'єри, PHARAOH виконував пісні в стилі віч-хауз, що далося взнаки і на звучанні Dead Dynasty на початку його існування. Надалі, прагнучи розширити коло своєї аудиторії, об'єднання вирішило відмовитись від елементів цього жанру. Тим не менш, для Dead Dynasty залишилися характерними нігілізм, відчуття відчуженості та агресивна безвихідь.
Феномен популярності об'єднання пояснюється вмілим ретранслюванням Tumblr-естетики, а також особливостями текстів, схожими на блог, чи записи у соціальних мережах. Незважаючи на велику кількість сленгових виразів, тематика пісень Dead Dynasty не відрізняється від традиційних для комерційної музики тем про дівчат, секс і вечірки.

## Склад
До офіційного складу виконавців Dead Dynasty на 2021 рік входять : Pharaoh, Mnogoznaal, DIE4R, 39, Dima Roux.
До офіційного складу продюсерів Dead Dynasty на 2021 рік входять: ColdSiemens, SOUTHGARDEN, FrozenGangBeatz, Cheney Weird, DIMVRS, stereoRYZE, BRYTE, Fortnoxpockets, MEEP, LAPI.